# Phthiracarus catalaucus
Phthiracarus catalaucus är en kvalsterart som beskrevs av Wojciech Niedbała 2004. Phthiracarus catalaucus ingår i släktet Phthiracarus och familjen Phthiracaridae. Inga underarter finns listade i Catalogue of Life.